# Zamek Kuressaare

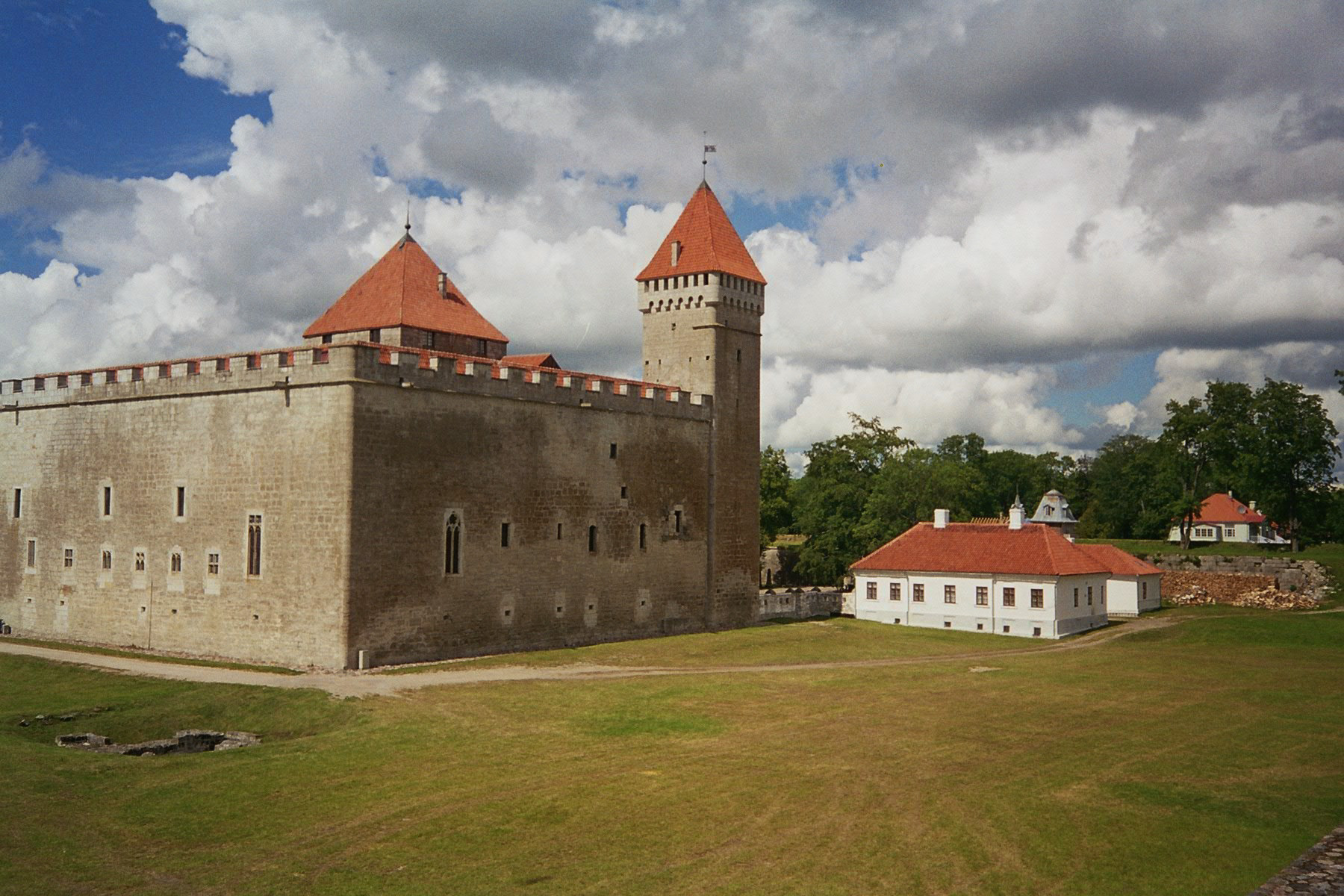

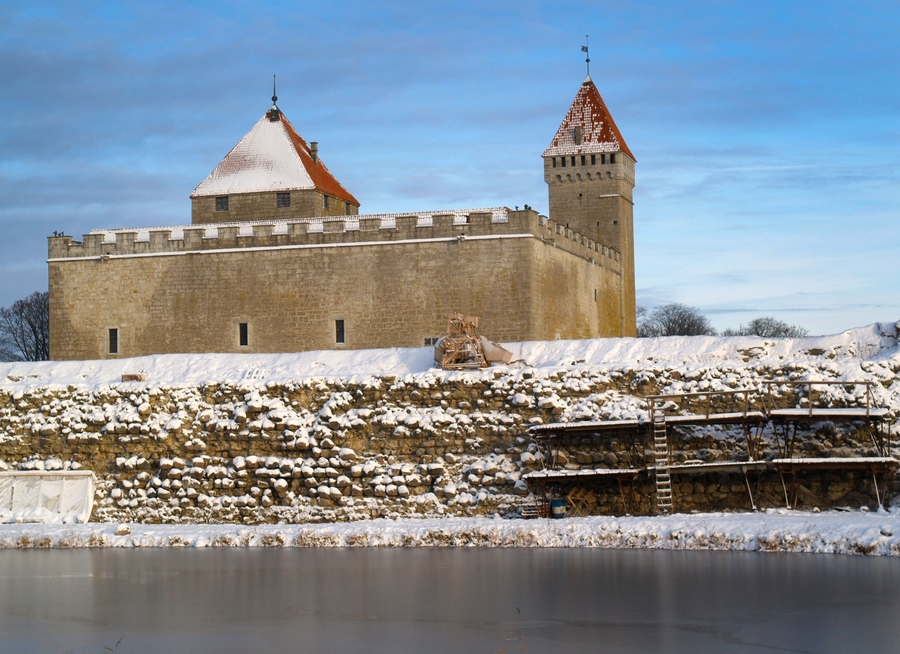

Zamek Kuressaare (est. Kuressaare piiskopilinnus, niem. Schloss Arensburg) – twierdza w mieście Kuressaare, w biskupstwie Ozylii,  która została zbudowana na miejscu dawnego portu handlowego, gdzie już tysiąc lat temu koncentrowały się najważniejsze szlaki handlowe.
Niewielki zamek, zbudowany w końcu XIII wieku, po powstaniu nocy świętego Jerzego (est.: Jüriöö ülestõus), które trwało od 1343 do 1345 roku, przebudowano w wielką twierdzę w rodzaju konwentu z wewnętrznym dziedzińcem, często wykorzystywaną jako rezydencję biskupa. Budowę zamku zakończono około 1400 r. Głównym piętrem było drugie, gdzie znajdowało się wiele reprezentacyjnych pomieszczeń. Szczególnie atrakcyjne, położone w południowo-zachodnim skrzydle, świąteczne katalogi i kaplica, a także droga krzyżowa. Parter wykorzystywany był jako magazyn, a trzecie – jako obronne.

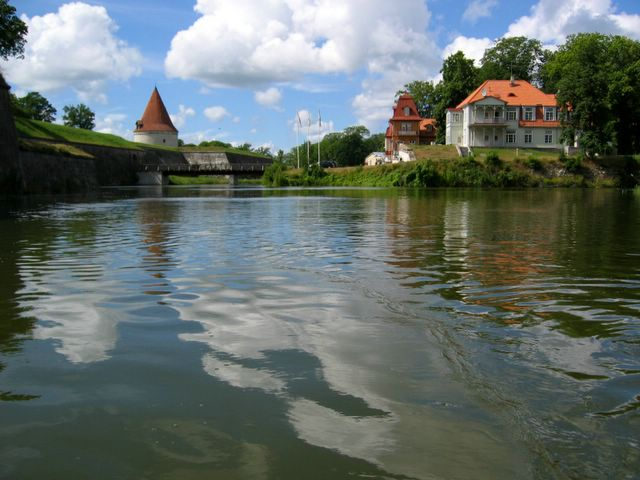

Dziedziniec otoczony jest sklepionymi krużgankami, w jednym rogu twierdzy wznosi się baszta Sturwalt, w drugim – zgrabna baszta Długi Herman. Tę ostatnią oddziela od reszty twierdzy głęboka fosa, przez którą wcześniej był przerzucony most zwodzony. Za zębatymi krawędziami ścian otwory obronne.
W XV wieku główną twierdzę otoczono przestronną przednią twierdzą, która w XVI-XVII wieku została przebudowana w ziemne umocnienia z czterema potężnymi narożnymi bastionami. Ziemne umocnienia otaczała z kolei wypełniona wodą fosa.
Zamek Kuressaare to prawie jedyna zachowana do naszych dni twierdza w Estonii. Jest to najlepiej zachowana twierdza Inflant. Wojny inflanckie, które spowodowały ogromne zniszczenia kontynentalnej części Estonii, nie dotknęły twierdzy Kuressaare, ale została częściowo zniszczona w czasie wojny północnej w 1711 r. Twierdza została szybko odbudowana.
Pierwsze prace konserwatorskie przeprowadzono w latach 1904-1912, gdy twierdza została odrestaurowana na rezydencję saaremaaskiego rycerstwa. Zakrojone na szeroką skalę prace konserwatorskie przeprowadzono w latach 1968-1985 r. W trakcie tych prac zostały przywrócone zniszczone górne części wież, a także średniowieczny zewnętrzny i wewnętrzny wygląd. W twierdzy znajduje się muzeum Saaremaa, a przestronny teren z przodu twierdzy stał się miejscem różnych imprez pod gołym niebem. Okolica murów fosy zamieniła się w malowniczy park.